# Banc d'Hippocrate
Pour les articles homonymes, voir Banc.

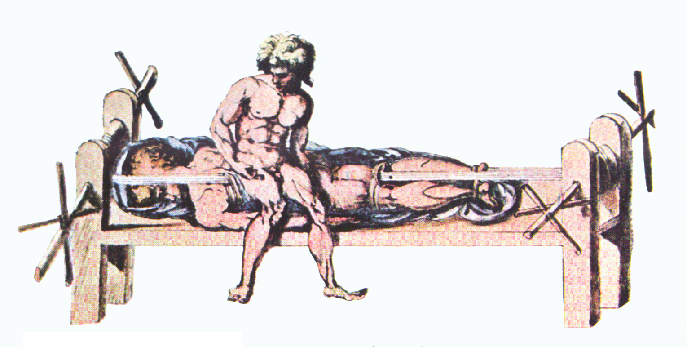
Tiré d’une édition byzantine des œuvres de Galien au IIe siècle ap. J.-C.

Le  banc d'Hippocrate  ou scamnum est un dispositif inventé par Hippocrate (460 av. J.-C - 380 av. J.-C) qui utilisait la  tension pour aider à remettre les os en place et réduire les fractures. Il préfigure les dispositifs de traction utilisés en orthopédie moderne ainsi que des chevalets utilisés comme instruments de torture.

## Mise en œuvre
Le patient est allongé sur un banc, selon un angle réglable, et des cordes sont nouées autour des bras, de la taille, des jambes ou des pieds, selon le traitement qui s’impose. Un treuil est alors utilisé pour tirer sur les cordes, corriger la courbure de la colonne vertébrale ou le chevauchement des os  fracturés.

## Applications modernes
Au cours des dernières années, une procédure non chirurgicale analogue, connue sous le nom de VAX-D (pour décompression vertébrale axiale) a été développée pour traiter certains patients souffrant de lombalgies. Les patients utilisant le VAX-D sont équipés d'un harnais pelvien spécial, puis allongés sur la table VAX-D. L'appareil applique ensuite une tension contrôlée le long de l'axe de la  colonne vertébrale, et le harnais favorise la décompression du canal lombaire. Le processus de décompression est contrôlé par un ordinateur supervisé par un technicien. Le VAX-D processus est proposé pour le traitement des sciatiques, des discopathies dégénératives et des hernies discales.